# Hammer and Tongs
Hammer and Tongs es el segundo álbum de la banda escocesa Goodbye Mr. Mackenzie.

## Lista de canciones
Todas las canciones fueron escritas por Metcalfe y Kelly, excepto las indicadas.
1. "Blacker Than Black"
2. "Bold John Barleycorn"
3. "Diamonds"
4. "The Burning"
5. "Now We Are Married"
6. "Sick Baby" (Metcalfe/ Kelly/ Scobie/ Wilson/ Duncan)
7. "Down To The Minimum" (Metcalfe/ Kelly/ Scobie/ Wilson/ Duncan)
8. "She's Strong"
9. "Love Child"
10. "Tongue-Tied"

Unreleased Parlophone version
1. "Working On A Shoe-fly"

2006 Cherry Red re-issue bonus tracks
1. "Friday's Child" (Hazelwood)
2. "Candelstick Park II
3. "Candy Says" (Reed)
4. "Now We Are Married" (versión extendida)